# Erebia aretoides
Erebia aretoides är en fjärilsart som beskrevs av Hirschke 1910. Erebia aretoides ingår i släktet Erebia och familjen praktfjärilar. Inga underarter finns listade i Catalogue of Life.